# 穆爾斯 (紐約州普查規定居民點)
穆爾斯（英語：Mooers）是位於美國紐約州克林頓縣的普查規定居民點。

## 人口
根據2020年美國人口普查的數據，穆爾斯的面積為3.25平方千米，當中陸地面積為3.14平方千米，而水域面積為0.11平方千米。當地共有人口451人，而人口密度為每平方千米138.77人。